# پتک پائین
پتک پائین یک روستا در ایران است که در دهستان برون واقع شده‌است.